# Fortæller (litteratur)
En fortæller betegner i litteraturteori den figur, der optræder direkte eller indirekte i en fortælling, som fremstår som afsender af det skrevne på vegne af tekstens forfatter. Fortælleren kan selv indgå i fortællingens univers på lige fod med andre karakterer eller stå helt uden for. Fortælleren kan ligeledes have begrænset eller ubegrænset viden. I en tekstanalyse er det vigtigt at adskille forfatter og fortæller; hvor forfatteren er et virkeligt menneske, der har formet hele fortællingen og alle dens dele, er fortælleren en skabt figur.

## Forskellige fortællerpositioner
Der findes en række forskellige fortællere. De adskiller sig ved at positionere sig forskelligt fra fortællingens karakterer.

### Tredjepersonsfortælleren
En fortælling i tredje person vil normalt skabe indtryk af, at den alvidende forfatter og fortælleren er identiske. Da forfatteren kender hele historien fra begyndelsen til slutningen, løber han den risiko, at læseren føler sig narret, hvis visse informationer er skjult for at skabe spænding.
I tredje person bliver der brugt han/hun/den.
Ved at indføre en fortæller, der blot registrerer sine iagttagelser, kan forfatteren skabe en distance mellem sig og fortælleren, som viderebringer de relevante fakta uden at kende slutningen. Denne fortæller har ofte begrænset indsigt i personernes relation, og enhver vurdering af motiver, forestillinger og holdninger kan derfor afvige fra den alvidende forfatters egne synspunkter. Den registrerende fortæller er således en skjult jeg-fortæller.

### Jeg-fortælleren
Normalt anvendes begrebet jeg-fortæller om den, der åbenlyst både fortæller og er en del af handlingen. Men også personfortæller eller personbunden fortæller benyttes. Det kan stadig være en registrerende fortæller, men nu i en åben rolle. Denne fortællertype kan træde ind i handlingen som tilskuer og træde ud igen uden at have registreret alle relevante fakta. Læseren må acceptere, at denne fortællertype ikke er helt troværdig på grund af sin begrænsede indsigt eller langsomme opfattelsesevne. Et velkendt og effektivt forfattertrick består i at sende fortælleren ud at rejse, netop når der sker en vigtig begivenhed. Ved hjemkomsten må han forlade sig på udsagn fra mere eller mindre pålidelige vidner. Det er ligeledes et kendt tema, at fortælleren selv er involveret i, ulykkelig over eller i affekt i forhold til hovedtemaet og derfor overse væsentlige pointer. Dette "trick" skaber en sympati for fortælleren, som kan medvirke til, at læseren overser væsentlige mangler i fortællerens beretning.
Den registrerende fortællers pålidelighed kan understreges ved at anvende dagbogsformen, som forventes at vise det oplevede forløb. Det er normalt ikke ”tilladt” direkte at lyve om faktiske hændelser i en dagbog, hvorimod læseren må acceptere, at selvbedrag kan forekomme.
En særlig effekt opstår, når fortælleren betjener sig af indre monolog. I denne fortælleform kan begivenheder, overvejelser, følelser udtrykkes i samspil med og modspil mod hinanden.

### Fortællinger i 2. person
Fortællinger i 2. person forekommer sjældent i skriftlig form, men kan indgå i breve. Også denne form kan legitimere, at forfatteren holder visse informationer skjult, f.eks. fordi brevskriveren holder noget hemmeligt for modtageren.

### Flere fortællere
En særlig effekt opnås ved at anvende flere fortællere med forskellige synsvinkler på samme sag. Denne effekt anvendes bl.a. af Agatha Christie i Seksten år efter og af Per Fly i TV-serien Forestillinger. I trilogien Indkredsning benytter den norske forfatter Carl Frode Tiller otte fortællere, der belyser hovedpersonen Davids tilstand. Det er overladt til læseren at vurdere, i hvilket omfang disse fortællere er pålidelige.

## Fortællersynsvinkel
Fortælleren kan være bundet til handlingen gennem følelsesmæssige bånd til en eller flere af de personer, fortællingen handler om. Rent teknisk kan denne type både være en fortæller i tredje person og en jeg-fortæller. Litteraturen benytter forskellige betegnelser for denne rolle, f.eks. episk fortæller. Der findes også en del eksempler på litteratur, hvor fortællerrollen skifter indehaver undervejs. Om denne fortællerrolle anvendes forskellige udtryk, f.eks. den skiftende fortæller.  Et godt eksempel er fra en TV-serie, Per Flys Forestillinger, hvor samme begivenheder ses fra seks forskellige personers synsvinkel.
Fortællesynsvinklen kan med stor effekt benyttes til at skabe spænding. Et eksempel herpå er spring tilbage i tiden på et tidspunkt, hvor en eller flere hovedpersoner er udsat for en overhængende fare. Tricket tilsigter at fastholde læseren i en ophidset eller engageret sindstilstand længst muligt, inden spændingen udløses.
Både Gérard Genette og Franz K. Stranzel har udviklet teorier om, hvilket forhold der er mellem fortælleren og det fortalte. Genette anvender begrebet narrativ modus til at beskrive både distancen mellem fortælleren og det fortalte, og det perspektiv, hvorfra fortælleren ser.

## Den implicitte forfatter
Den implicitte fortæller eller forfatter (eng. the implicit author) er et begreb, som Wayne Booth introducerede i The Rethoric of Fiction, 1961. Han beskriver den implicitte forfatter som den officielle skriver – et begreb lånt fra Jessamyn West – til et specifikt værk, som først kommer til syne, idet værket bliver skrevet af forfatteren. Der er altså stadig en forfatter af kød og blod, som skriver teksten, men det billede, som læseren får af forfatteren ved at læse et af dennes værker, er ikke af selve forfatteren, men af den implicitte forfatter. Den implicitte forfatters billede består af summen af det moralske og emotionelle indhold, som læseren udleder af værkets enkeltdele. Både de direkte udsagn fra værkets fortæller om værdier, holdninger og følelser og de begivenheder som konstituerer selve fortællingen, har indflydelse på opfattelsen af den implicitte forfatter. ”The “implied author” chooses, consciously or unconsciously, what we read; we infer him as an ideal, literary, created version of the real man; he is the sum of his own choices”. Alt hvad man som læser udpeger som funktioner eller elementer i fortællingen kan på denne måde tilskrives valg, som den implicitte forfatter står inde for, og som den implicitte forfatter på den anden side bliver skabt af.